# Jessamyn Duke
Jessamyn Laurel Duke (nascida em 24 de junho de 1986) é uma ex-lutadora estadunidense de MMA que competiu pelo UFC e Invicta FC na categoria Peso Galo Feminino. Em janeiro de 2014 ela entrou no ranking oficial da categoria na 14ª posição logo após ter participado do The Ultimate Fighter: Team Rousey vs. Team Tate.. Atualmente tem contrato assinado com a WWE.

## Carreira no MMA

### Início da carreira
Duke iniciou como amadora em 2010. Ela lutou pelo Absolute Action MMA e pelo Tuff-N-Uff na qual obrteve o título amador nos pesos pena em ambas organizações.
Em 2012, Duke foi movida para o MMA profissional e assinou com o Invicta FC.

### Invicta Fighting Championships
Duke fez sua estreia como profissional e na organização contra Suzie Montero em julho de 2012 no Invicta FC 2. Ela venceu por nocaute técnico no terceiro round. 
Duke efrentou Marciea Allen em outubro de 2012 no Invicta FC 3. Ela venceu por finalização com uma chave de braço no primeiro round.  Essa vitória ganhou o prêmio de finalização da noite, que foi dividido entre Duke e Stephanie Frausto, devido à sua vitória por finalização sobre Amy Davis no mesmo evento.
Duke enfrentou Miriam Nakamoto em 05 de abril de 2013 no Invicta FC 5. O resultado original foi de vitória para Nakamoto por nocaute, mas posteriormente o resultado pelo Missouri Office of Athletics para "No Contest" devido a um chute ilegadl desferido por Nakamoto.

### The Ultimate Fighter
Em agosto de 2013, Duke foi anunciada como uma das participantes do The Ultimate Fighter: Team Rousey vs. Team Tate. Ela derrotou Laura Howarth por finalização com um triângulo durante o primeiro round e foi a segunda escolha do sexo feminino da equipe Rousey.
Duke enfrentou Raquel Pennington nas quartas de final. Pennington derrotou Duke por decisão unânime (29-28, 29-28, 29-28) e ambas ganharam o prêmio de Luta da Temporada.

### Ultimate Fighting Championship
Duke fez sua estreia na organização contra sua companheira de TUF 18, Peggy Morgan em 30 de Novembro de 2013 no The Ultimate Fighter 18 Finale. Ela venceu por decisão unânime (30-27, 30-27, 30-27).
Em sua segunda luta no UFC, Duke enfrentou Bethe Correia em 26 de Abril de 2014 no UFC 172. Ele perdeu por decisão unânime (30-27, 29-28, 30-27).
Duke enfrentou Leslie Smith no UFC Fight Night: Cerrone vs. Miller em 16 de Julho de 2014 e perdeu por nocaute técnico no primeiro round.
Duke enfrentou Elizabeth Philips em 25 de Julho de 2015 no UFC on Fox: Dillashaw vs. Barão II. Ela foi derrotada por decisão unânime, após uma luta empolgante.

## Títulos
| - Ultimate Fighting Championship - The Ultimate Fighter 18 Luta da Temporada vs. Raquel Pennington - Invicta Fighting Championships - Finalização da Noite (uma vez) vs. Marciea Allen - Absolute Action MMA - Campeã amadora peso pena do AAMMA (uma vez) - Um defesa de título conquistada - Tuff-N-Uff - Campeã amadora peso pena do Tuff-N-Uff (uma vez) | - World Muay Thai Association - Campeã do WMA welterweight (152 lb) |

## Cartel no MMA
| Cartel no MMA   |            |            |
| 7 lutas         | 3 vitórias | 3 derrotas |
| Por nocaute     | 1          | 1          |
| Por finalização | 1          | 0          |
| Por decisão     | 1          | 2          |
| No contest      | 1          | 1          |

| Res.    | Cartel  | Oponente          | Método                                | Evento                              | Data       | Round | Tempo | Local                     | Notas                                                               |
| ------- | ------- | ----------------- | ------------------------------------- | ----------------------------------- | ---------- | ----- | ----- | ------------------------- | ------------------------------------------------------------------- |
| Derrota | 3-3 (1) | Elizabeth Philips | Decisão (unânime)                     | UFC on Fox: Dillashaw vs. Barão II  | 25/07/2015 | 3     | 5:00  | Chicago, Illinois         |                                                                     |
| Derrota | 3-2 (1) | Leslie Smith      | Nocaute Técnico (golpes)              | UFC Fight Night: Cerrone vs. Miller | 16/07/2014 | 1     | 2:24  | Atlantic City, New Jersey |                                                                     |
| Derrota | 3–1 (1) | Bethe Correia     | Decisão (unânime)                     | UFC 172                             | 26/04/2014 | 3     | 5:00  | Baltimore, Maryland       |                                                                     |
| VItória | 3–0 (1) | Peggy Morgan      | Decisão (unânime)                     | The Ultimate Fighter 18 Finale      | 30/11/2013 | 3     | 5:00  | Las Vegas, Nevada         |                                                                     |
| NC      | 2–0 (1) | Miriam Nakamoto   | Sem Resultado                         | Invicta FC 5                        | 05/04/2013 | 1     | 2:20  | Kansas City, Missouri     | Nakamoto havia vencido por KO; mudado devido à uma joelhada ilegal. |
| Vitória | 2–0     | Marciea Allen     | Finalização (chave de braço)          | Invicta FC 3                        | 06/10/2012 | 1     | 4:42  | Kansas City, Kansas       | Finalização da Noite.                                               |
| Vitória | 1–0     | Suzie Montero     | Nocaute Técnico (socos e cotoveladas) | Invicta FC 2                        | 28/07/2012 | 3     | 2:32  | Kansas City, Kansas       |                                                                     |